# Marc Amédée-Gromier
Marc Amédée-Gromier, né le 7 octobre 1841 à Bourg-en-Bresse (Ain) et mort le 15 avril 1913 à Paris, est un journaliste, écrivain, pamphletaire, publiciste, instituteur et homme politique français. 
Opposant républicain au Second Empire proche de Félix Pyat, il participe comme soldat garibaldien au Risorgimento, à la guerre 1870 puis à la Commune de Paris. Après avoir subi de multiples condamnations, il continue son activité et devient un écrivain et journaliste prolifique. Militant pacifiste, il est le principal promoteur d'une Union méditerranéenne durant la Troisième République.
Il utilise de nombreux pseudonymes pour signer ses écrits et ses multiples publications : Pierre de Lano, Amicus, Gallus, Latinus, Lutèce, Pax, Paz, Le Petit Vieux, Senex, Spada, Zollmann.

## Biographie

### Famille
Le grand-père paternel de Marc-Amédée Gromier, Joseph Gromier de Coligny (1769-1869) fut commandant du 1er bataillon des volontaires nationaux pendant la Révolution française de 1889 tandis que son aïeul maternel, Durimond de Villepierre avait été gouverneur de la Guadeloupesous la Première République et sous le Second Empire. Son père était chef du Bureau de l'Enseignement à la Préfecture de Bourg-en-Bresse (Ain) alors que sa mère disposait d'un brevet d'imprimeur-libraire et participa, en 1848, à la publication du journal La République démocratique sous les auspices des représentants de l'Ain.

## Publications
- Lettres musicales, Paris, Hachette, 1863
- Du haut des montagnes du Bugey. Souvenirs d’un Bressan, Bourg, Imp. de Milliet-Bottier, 1864 (extrait du Journal de l’Ain)
- Rapport présenté à la fanfare bressane, Bourg, Imp. de Milliet-Bottier, 1865
- La Colonie, Londres, Taffery, 1865
- Programme d’une Association Internationale économique autour de la mer Méditerranée, lettre à Garibaldi, Londres, Taffery, 1865
- Programme d’une union libérale en vue des élections prochaines, Bourg-en-Bresse, Gromier aîné, 1868 et Lechevalier, 1868
- L’Union libérale contre l’Empire, Lyon, 1868
- The Glowworm, Londres, Samuel Orchard Beeton, 1869
- Le Centenaire. Actualités en trois parties. 15 août 1869
- Comédies égyptiennes ou mystères dévoilés. Dédié aux pauvres "fellahs" qui nourrissent tous ces misérables, 1869
- La Patrie en deuil, Paris, février 1871
- La République sauvée, Paris, mars 1871
- Le Salut, organe des conciliateurs, Paris, mars 1871
- Paris municipal. Annuaire encyclopédique des 20 communes urbaines et des 71 communes rurales composant les 22 arrondissements du département de la Seine, en collaboration avec Ernest Desmarest, Paris, Imp. E. Brière, Association générale typographique, 1872
- En prison. Préliminaires historiques du mémorial d’un roman contemporain, Paris, Imp. de Rodière, 1872, III
- La Solidarité. Lettres aux ouvriers, Paris, A. Sagnier, 1873
- Lettres d’un bon rouge à la Commune de Paris, Paris, A. Sagnier, 1873 (extrait de La Vérité)
- Hommes et choses de 1866 à 1873, mémento d’un politiqueur militant, Paris, Merlot-Rodière, 1873
- La Paix sociale, Paris, Merlot-Rodière, 1873
- Justice et nécessité d’une amnistie, Genève, Josselin, 1877
- Aux gens crédules. Prophéties pour l’année 1878, recueillies par un bon rouge, Genève, Josselin, 1878
- Aux libres penseurs : Le credo de 1878, résumé par un bon rouge, Genève, Josselin, 1878
- Les Fraudeurs genevois, Genève, Josselin, 1878
- Lettre aux Genevois après mon expulsion, Florence, 1878
- Recours à MM. les membres du Conseil fédéral suisse à Berne et à MM. les membres du tribunal fédéral à Lausanne, Florence, Typogr. Cooperativa, 1878
- Florence, la Cité des milliards, Périgueux, Devillaire, 1878
- Catalogue alphabétique de quelques ouvrages assez rares dont veut se défaire le professeur Gromier-Brunereau, Florence, Imp. coopérative, 1880
- Mon petit musée, Florence, 1889
- Mauro Macchi. In memoriam 1881, primo anniversario, Milano, N. Battezzati, 1881
- La Fédération des peuples gréco-latins, n°1-15, 6 août-12 novembre 1882 (publié à Florence)
- Introduction à l’histoire de la musique, Paris, A. Degorce-Cadot, 1883
- Inaugurazione del monumento eretto in campo Varano, alla memoria di Mauro Macchi, senatore del regno, morto in Roma il 24 dicembre 1880. 12 febbraio 1882, Roma, 1883
- Mauro Macchi et la lega latina. Esquisse biographique, Florence, Imp. coopérative, 1882
- Aux Latins, un dernier mot, Florence, Imp. Pellas, 1883 (extrait de L’Événement, 22 novembre 1883)
- In Campo Varano (Mauro Macchi), Roma, 1883
- La Vraie revanche. Lettre à monsieur Lemonnier, Florence, Imp. del Vocabolario, 1884
- Il Zollverein Mediterraneo, Firenze, 1885
- Alliance latine et zollverein méditerranéen, Florence, Imp. de J. Pellas, 1885
- Keppler, Helmutz et Roselli-Mollet, Florence, 1885
- Ora a sempre ! Garibaldi et Victor Hugo !, Firenze, 1885
- I Latinofili francesi ed il senatore Amante, documenti per la stampa dei popoli latini, da E. Amante, Mauro Macchi, M.-A. Gromier, E. Forti e Siro Corti, Firenze, Tipogr. Cooperativa
- Exemple à suivre et revanche à prendre pacifiquement, Florence, Typog. Coppini et Bocconi, 1886
- Ai Florentini ed ai Proletari, Florence, Tip. del Fieramosca, 1886
- Alliance arméno-gréco-latine pour une union douanière méditerranéenne. 21e rapport annuel du fondateur de l’association, Paris, Imp. de Lefebvre, 1887
- L’Union méditerranéenne, 10 février 1887 (numéro spécimen)
- L’Union méditerranéenne, Paris, Imp. de Lefebvre, 1888
- Après janvier 1889, mais avant avril, Paris, Imp. de Lefebvre, 1889
- Union méditerranéenne. Dîner familial du 14 janvier 1889. Programme, Paris, Imp. de Lefebvre, 1889
- Circulaire du 25 mars 1889, Paris, Imp. de Lefebvre, 1889
- Le Parti commercial, organe de l’Union méditerranéenne, 1889 (numéros spécimens)
- Portugal, Angleterre et France. Lettres aux commerçants français, Paris, Imp. de Lefebvre, 1890
- Rapport à la Chambre syndicale des représentants de fabrique et de commerce, Paris, Imp. de Lefebvre, 1890
- Les Traités de commerce pour 1892, Paris, 1880
- En l’honneur de Garibaldi, Paris, E. Bovay, 1891
- Union méditerranéenne (Compagnie d’outre-mer), Paris, Imp. de Silvestre, 1891
- Union méditerranéenne. Note personnelle et confidentielle sur la compagnie d’outre-mer, Paris, Imp. de Silvestre, 1891
- L’Évangile des ouvriers. Aux travailleurs des villes et des campagnes, 1891 (reproduction par La Démocratie rurale d’articles parus dans La Liberté en 1872 et dans la brochure La Solidarité en 1873)
- L’Enquête électorale, M.-A. Gromier directeur, n°1, jeudi 15 décembre 1892
- Association internationale économique des amis de la paix, fondée en 1865 par Gromier pour une union méditerranéenne.... Correspondance de la presse étrangère (27e année) [Circulaire du 31 mars 1892], Paris, 1892
- La Commune. Journal d’un vaincu, recueilli et publié par Pierre de Lano, Paris, V. Havard, 1892
- Union méditerranéenne. Association internationale économique des amis de la paix (fondée en 1865) et correspondance étrangère. Pour 1893
- Association internationale économique des amis de la paix, fondée en 1865 pour l’établissement d’une union méditerranéenne. 28e année…. Circulaire du 15 janvier 1893. Programme pour 1893, 1893
- Union méditerranéenne, association internationale économique des amis de la paix (fondée en 1865) et correspondance étrangère…. Le mouvement socialiste en France (9 juin 1893). - A propos d’une fumisterie (27 juin 1893), 1893
- La Question de demain, n°1, 1894
- La France vue du dehors, Malte, 1894-95
- Union douanière méditerranéenne pour une fédération commerciale slavolatine. 31e année…. Programme de l’union douanière méditerranéenne, publié pour la première fois en 1881, Paris, Imp. de Kugelmann, 1896
- Association internationale économique des amis de la paix, fondée par M.-A. Gromier en 1865 pour un zollverein européen. 34e année. Bulletin spécimen [en vue de la création d’un Bulletin du Zollverein européen], 1er janvier 1899
- Supplément à la Correspondance Gromier, n° du 11 octobre 1900, Paris, Imp. de Lambert, 1900
- Chefs de peuples et diplomates, Paris, 1900
- Congrès de la paix en l’an 1900, Paris, 1900
- Aux Vrais amis de la paix, 1900
- Bulletin du Zollverein européen, n°1 (mercredi 1er février 1899)-n°10 (jeudi 20 septembre 1900).
- Note sur la situation actuelle des transports en France par les chemins de fer, Paris, Imp. centrale de la Bourse, 1901
- A.I.E. [Association internationale économique] des amis de la paix sociale, fondée par Gromier en 1865. Le chemin de la paix sociale. Circulaire n°418 (11 juin 1904), Paris, Imp. de L. Thuillier, 1904
- Association internationale économique des amis de la paix, fondée par Gromier. Circulaire n°369 (mai-juin 1901)-n°383 (23 mai 1902), 1902
- A.I.E. de la Paix sociale et les statuts internationaux, Paris, 1903, 1904, 1905
- La Finance moderne, n°1, 20 mars 1904
- La Paix sociale. Voies et moyens. Documents historiques, Paris, M.-A. Gromier, 1904
- Observations d’un ami de la paix sur les besoins immédiats, urgents de la défense maritime des côtes de la France, de ses colonies et de ses protectorats. À propos du rapport de M. Charles Bos sur le budget de la Marine, Paris, Le mouvement industriel, 1905 (articles publiés dans Le Mouvement industriel, novembre-décembre 1904)
- La Vie, les œuvres, les disciples de Charles Fourier, Paris, Imp. des fouriéristes, 1906 (2 rééditions en 1907, chez A. Hulin)
- La France vue du dehors, Paris, Imp. de H. Richard
- Compagnie d’outre-mer (Union méditerranéenne). Statuts, Paris, Impr. de Silvestre

## Sources
- Henry Carnoy, Dictionnaire biographique international des écrivains, G. Olms, 1987, p. 142-43-44
- Comte Angelo Gubernatis, Dictionnaire international des écrivains du Jour, Volume 2, Louis Niccolai, 1888  p. 1105